# Ophiorrhiza nemorosa
Ophiorrhiza nemorosa är en måreväxtart som beskrevs av George Henry Kendrick Thwaites. Ophiorrhiza nemorosa ingår i släktet Ophiorrhiza och familjen måreväxter. Inga underarter finns listade i Catalogue of Life.